# Coppa di Francia 2017-2018 (hockey su pista)
La Coppa di Francia 2017-2018 è stata la 17ª edizione della principale coppa nazionale francese di hockey su pista riservata alle squadre di club. La competizione ha avuto luogo dal 14 ottobre 2017 e si è conclusa con la final four a Ploufragan dal 21 al 22 aprile 2018.
Il torneo è stato vinto dallo SCRA Saint-Omer per la quinta volta nella sua storia superando in finale il Noisy-le-Grand.

## Risultati

### Primo turno
| Squadra 1       | Risultato | Squadra 2         |
| --------------- | --------- | ----------------- |
| 14 ottobre 2017 |           |                   |
| Bouguenais      | 2 - 5     | Poiré Roller      |
| Briard          | 3 - 17    | Sporting Fontenay |
| Saint-Évarzec   | 1 - 3     | Ergué-Gabéric     |
| Gazinet-Cestas  | 4 - 1     | Biarritz          |
| Mouilleron      | 4 - 9     | Saint-Sébastien   |
| Pacé            | 6 - 4     | Quintin           |
| Roubaix         | 3 - 9     | Drancy            |
| Saint-Brieuc    | 8 - 0     | Plouguerneau      |
| Sevran          | 1 - 7     | Villejuif         |

### Secondo turno
| Squadra 1            | Risultato | Squadra 2        |
| -------------------- | --------- | ---------------- |
| 25 novembre 2017     |           |                  |
| Aix-les-Bains        | 5 - 7     | Lione            |
| Crehen               | 1 - 7     | Ploufragan       |
| Drancy               | 3 - 6     | Villejuif        |
| Ergué-Gabéric        | 0 - 2     | Pacé             |
| Gleizé en Beaujolais | 2 - 3     | Vaulx-en-Velin   |
| Gujan-Mestras        | 2 - 4     | Gazinet-Cestas   |
| Saint-Brieuc         | 2 - 5     | Plonéour-Lanvern |
| Saint-Sébastien      | 2 - 11    | Poiré Roller     |
| Sporting Fontenay    | 3 - 1     | Tourcoing        |

### Ottavi di finale
| Squadra 1         | Risultato | Squadra 2        |
| ----------------- | --------- | ---------------- |
| 6 gennaio 2018    |           |                  |
| Gazinet-Cestas    | 1 - 3     | Noisy-le-Grand   |
| Lione             | 4 - 7     | Coutras          |
| Pacé              | 1 - 8     | Plonéour-Lanvern |
| Ploufragan        | 3 - 7     | Quévert          |
| Poiré Roller      | 4 - 6     | SCRA Saint-Omer  |
| Sporting Fontenay | 2 - 5     | Mérignac         |
| Vaulx-en-Velin    | 2 - 8     | La Vendéenne     |
| Villejuif         | 0 - 6     | Nantes           |

### Quarti di finale
| Squadra 1        | Risultato | Squadra 2       |
| ---------------- | --------- | --------------- |
| 24 febbraio 2018 |           |                 |
| Coutras          | 2 - 3     | Nantes          |
| La Vendéenne     | 1 - 3     | SCRA Saint-Omer |
| Plonéour-Lanvern | 6 - 8     | Noisy-le-Grand  |
| Quévert          | 6 - 7     | Mérignac        |

### Final Four

#### Semifinali
| Ploufragan 21 aprile 2018, ore 16:15 CEST | Mérignac                   | 4 – 6 referto | SCRA Saint-Omer | Salle omnisports du Glénan\| Arbitri: \| X. Jacquart N. Melo Santos \| |
| Arbitri:                                  | X. Jacquart N. Melo Santos |               |                 |                                                                        |

| Ploufragan 21 aprile 2018, ore 20:45 CEST | Nantes              | 3 – 5 referto | Noisy-le-Grand | Salle omnisports du Glénan\| Arbitri: \| Y. Andre E. Gefflot \| |
| Arbitri:                                  | Y. Andre E. Gefflot |               |                |                                                                 |

#### Finale
| Ploufragan 22 aprile 2018, ore 14:30 CEST | SCRA Saint-Omer     | 2 – 1 referto | Noisy-le-Grand | Salle omnisports du Glénan\| Arbitri: \| Y. Andre S. Quintin \| |
| Arbitri:                                  | Y. Andre S. Quintin |               |                |                                                                 |